# Lomtjärnen (Ljusdals socken, Hälsingland, 687081-151754)
Lomtjärnen är en sjö i Ljusdals kommun i Hälsingland och ingår i Delångersåns huvudavrinningsområde.